# Viilupi
Viilupi este o arie protejată (arie specială de conservare — SAC, sit de importanță comunitară — SCI) din Estonia întinsă pe o suprafață de 30,6 ha, integral pe uscat.

## Localizare
Centrul sitului Viilupi este situat la coordonatele 58°52′17″N 22°55′06″E / 58.8713°N 22.9184°E.

## Înființare
Situl Viilupi a fost declarat sit de importanță comunitară în aprilie 2004 pentru a proteja un număr necunoscut de specii din flora spontană și fauna sălbatică aflate în arealul zonei. Situl a fost protejat și ca arie specială de conservare în septembrie 2005.

## Biodiversitate
Situată în ecoregiunea boreală, aria protejată conține 4 habitate naturale: Pajiști uscate europene, Pajiști fino-scandinave uscate până la mezice, bogate în specii de altitudine mică, Liziere de ierburi înalte hidrofile de câmpie și de nivel montan până la alpin, Pășuni din zone de pădure fino-scandinave.
La baza desemnării sitului se află un număr nedeclarat de specii protejate.